# Diana Krall
Diana Jean Krall (Nanaimo, 16 novembre 1964) è una cantante e pianista jazz canadese.
Ha studiato al Berklee College of Music di Boston.
Ha venduto oltre 6 milioni di dischi negli USA e oltre 15 in tutto il mondo; inoltre, durante gli anni '90 e 2000, è stata l'artista jazz donna più venduta e ascoltata. Come cantante è l'unica nel jazz ad aver vinto finora tre Grammy Awards e otto Juno Awards, conseguito nove dischi d'oro, tre di platino e sette multi-platinum e ad aver debuttato, con nove dei suoi album, in cima alla Billboard Jazz Albums.

## Biografia
La madre della Krall è deceduta per le conseguenze di un mieloma multiplo nel 2002, a pochi mesi dalla morte dei mentori della Krall, Ray Brown e Rosemary Clooney.
Diana Krall ha sposato il musicista britannico Elvis Costello il 6 dicembre 2003 nella tenuta di Elton John, alla periferia di Londra. Hanno avuto due gemelli, Dexter Henry Lorcan e Frank Harlan James, nati il 6 dicembre 2006 a New York.

## Carriera
La carriera artistica di Diana inizia nel 1993 quando pubblica il primo disco, Stepping Out, registrato con John Clayton e Jeff Hamilton; subito viene notata dal produttore Tommy LiPuma, con il quale pubblica nel 1995 Only Trust Your Heart, per la sua voce "cool, intimate and graceful". Il terzo disco, All for You, del 1996 rimane per 70 settimane nella Billboard Jazz Albums e riceve una nomination ai Grammy.
Nel 1997 esce Love Scenes, registrato con Russel Malone (chitarra) e Christian McBride (contrabbasso), che diventa immediatamente un enorme successo e canta Dreamsville e Soldier in the Rain con Dave Grusin nell'album Two for the Road.
Nel 1998 accompagna al pianoforte Céline Dion nel brano Blue Christmas contenuta nell'album These Are Special Times e canta La Vie en rose accompagnata da Toots Thielemans contenuta nell'album Chez Toots.
Nel 1999, canta Danny Boy, contenuta nell'album Tears of Stone dei The Chieftains.
Nel 1999 esce When I Look in Your Eyes che le fa vincere un Grammy Award. Il brano Why Should I Care? viene inserito nel film Fino a prova contraria di Clint Eastwood. Nel 2001 viene pubblicato The Look of Love. Entrambi i dischi vedono come arrangiatore Claus Ogerman.
Nel 2000 duetta con Rosemary Clooney in The Boy from Ipanema (Garota de Ipanema) nell'album Brasil.
Nel 2001 duetta con Tony Bennet in Alright, Okay, You Win contenuta nell'album Playin' with My Friends: Bennett Sings the Blues.
Nel 2002 esce Live in Paris, che contiene reinterpretazioni di Joni Mitchell e Billy Joel  e che le fa vincere un Grammy Award, canta Morning Has Broken con Art Garfunkel nell'album The Wide World Over dei The Chieftains e Better Than Anything con Natalie Cole nell'album Ask a Woman Who Knows.

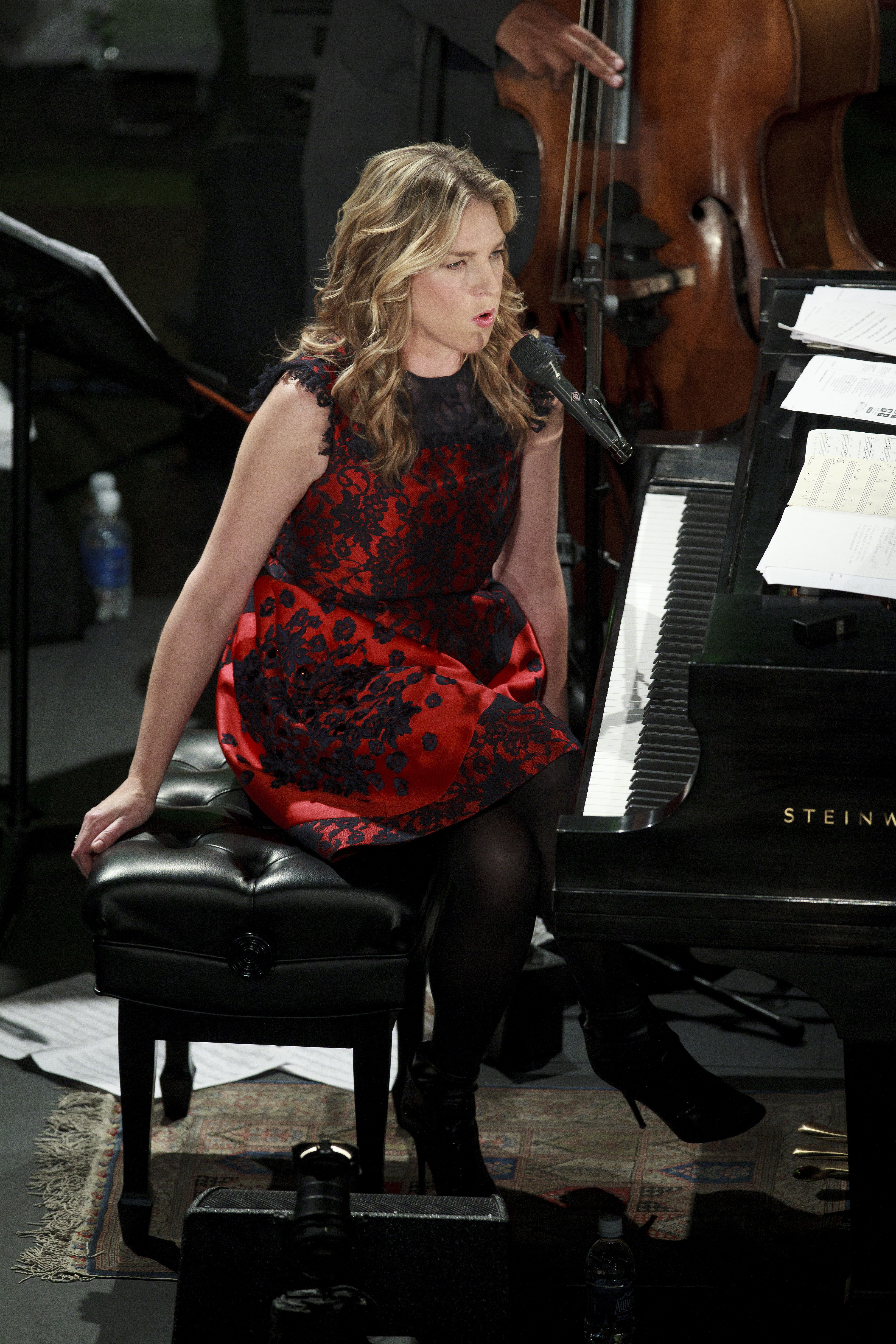
Diana Krall nel 2010

Nel 2003 la Krall sposa Elvis Costello. Il musicista inglese co-firma sei canzoni del nuovo disco della pianista, The Girl in the Other Room, pubblicato nel 2004. Nel 2003 con Costello e Willie Nelson canta Crazy nell'album Live and Kickin' di Nelson.
Nel 2004 duetta con Ray Charles nel singolo You Don't Know Me  dall'album Genius Loves Company e canta Just One of Those Things nella colonna sonora del film De-Lovely - Così facile da amare.
Nel 2006 duetta ancora con Bennet in The Best Is Yet to Come contenuta nell'album Duets: An American Classic e accompagna Sarah McLachlan in Christmas Time Is Here nell'album Wintersong.
Nel 2007, accompagnata da Hank Jones, canta Dream a Little Dream of Me nell'album We All Love Ella: Celebrating the First Lady of Song.
Nel 2008, accompagnata da Yo-Yo Ma, canta You Couldn't Be Cuter nell'album Songs of Joy & Peace, e duetta con Anne Murray in Have Yourself a Merry Little Christmas nell'album Anne Murray's Christmas Album.
Nel 2009 produce l'album Love Is the Answer di Barbra Streisand accompagnandola al pianoforte, interpreta una cantante jazz nel film Nemico pubblico - Public Enemies e duetta con Willie Nelson in If I Had You nell'album American Classic.
Nel 2010 nell'album Sophisticated ladies canta Goodbye di Gordon Jenkins con il Charlie Haden Quartet West per la Emarcy.
Nel 2017 pubblica l'album "Turn Up the Quiet" che arriva in quinta posizione in Austria, in ottava in Canada e in decima in Francia, Svizzera e Vallonia (Belgio).

## Discografia
- 1993 - Stepping Out
- 1994 - Only Trust Your Heart
- 1996 - All for You
- 1997 - Love Scenes
- 1998 - Have Yourself a Merry Little Christmas
- 1999 - When I Look in Your Eyes
- 2001 - The Look of Love
- 2002 - Live in Paris
- 2004 - The Girl in the Other Room
- 2005 - Christmas Songs
- 2006 - From This Moment On
- 2007 - The Very Best of Diana Krall
- 2008 - Quiet Nights
- 2012 - Glad Rag Doll
- 2015 - Wallflower
- 2017 - Turn Up the Quiet
- 2018 - Love Is Here To Stay
- 2020 - This Dream of You